# Дружное (Винницкая область)
Дру́жное (укр. Дружне; до 1964 года — Овечаче) — село в Калиновском районе Винницкой области Украины. 

## История
Селение известно с XVIII века.
До 1964 года село называлось Овечаче.
Население по переписи 2001 года составляло 789 человек.

## Экономика
В селе расположены спиртзавод (в октябре 2020 года был приватизирован), кирпичный завод (остановлен) и масложиркомбинат (ООО «Грандлитойл», действует).

## Адрес местного совета
22453, Винницкая область, Калиновский район, с. Дружное, ул. Первомайская, 1А

## Галерея

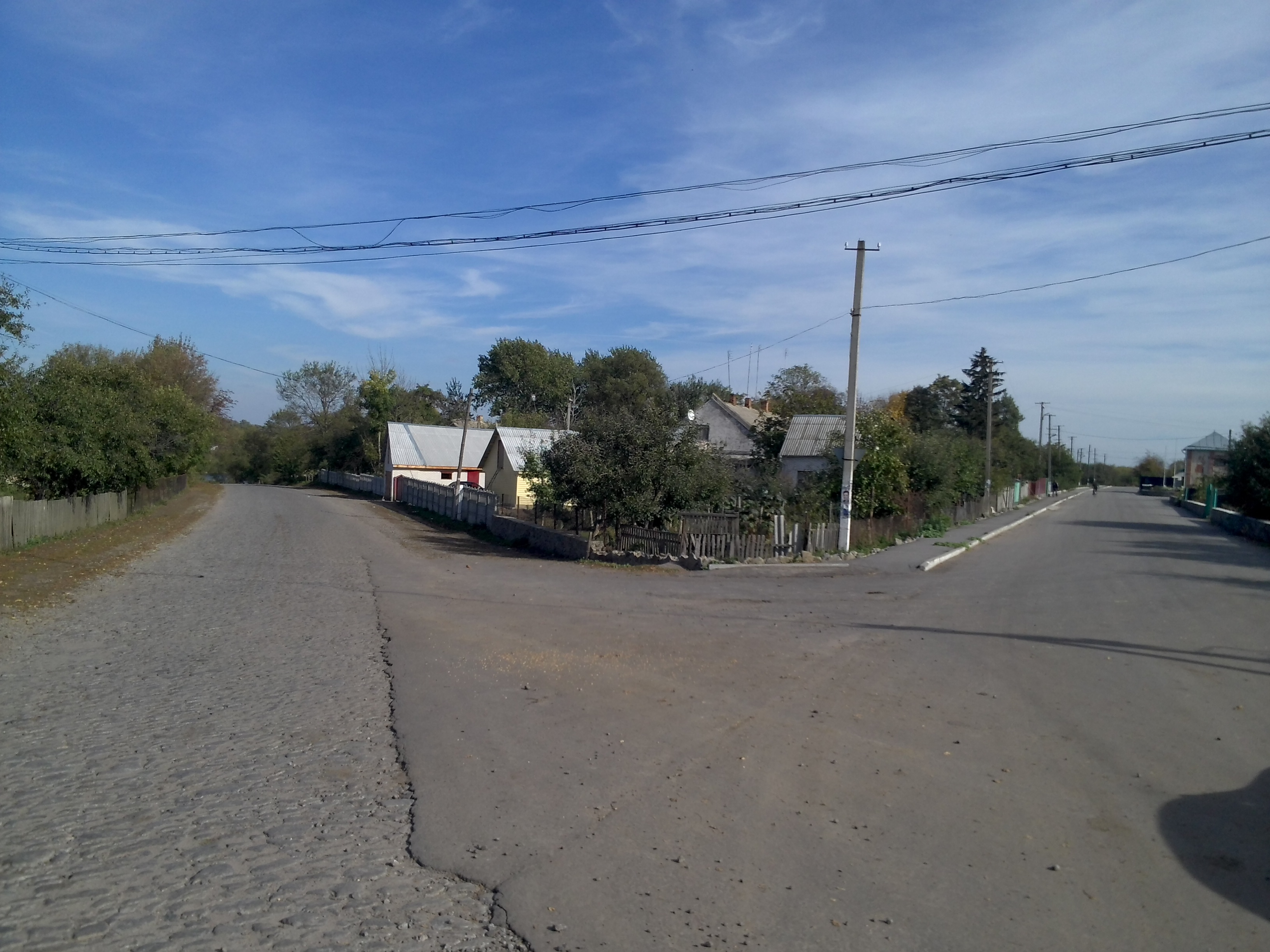
Развилка
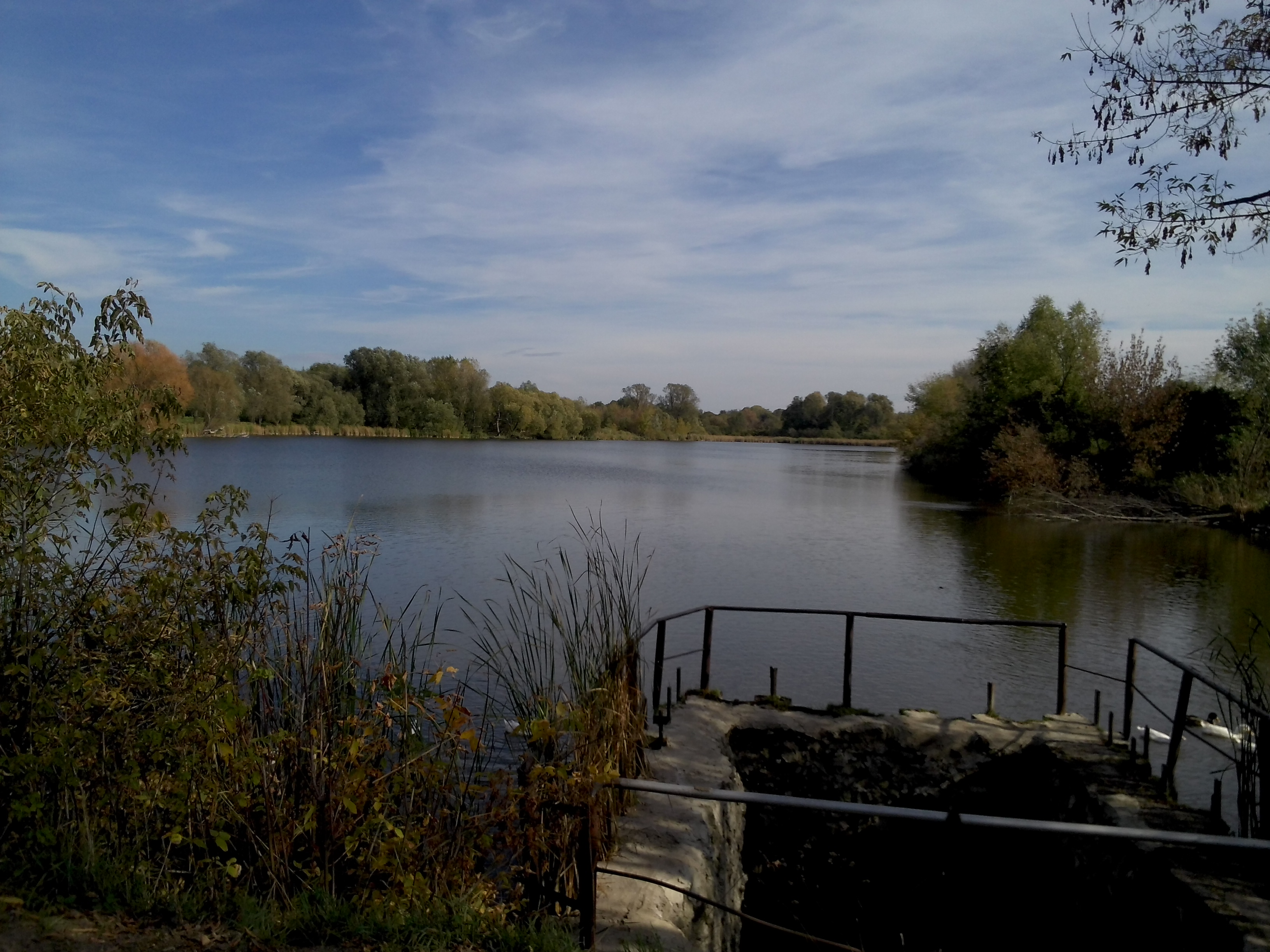
Пруд
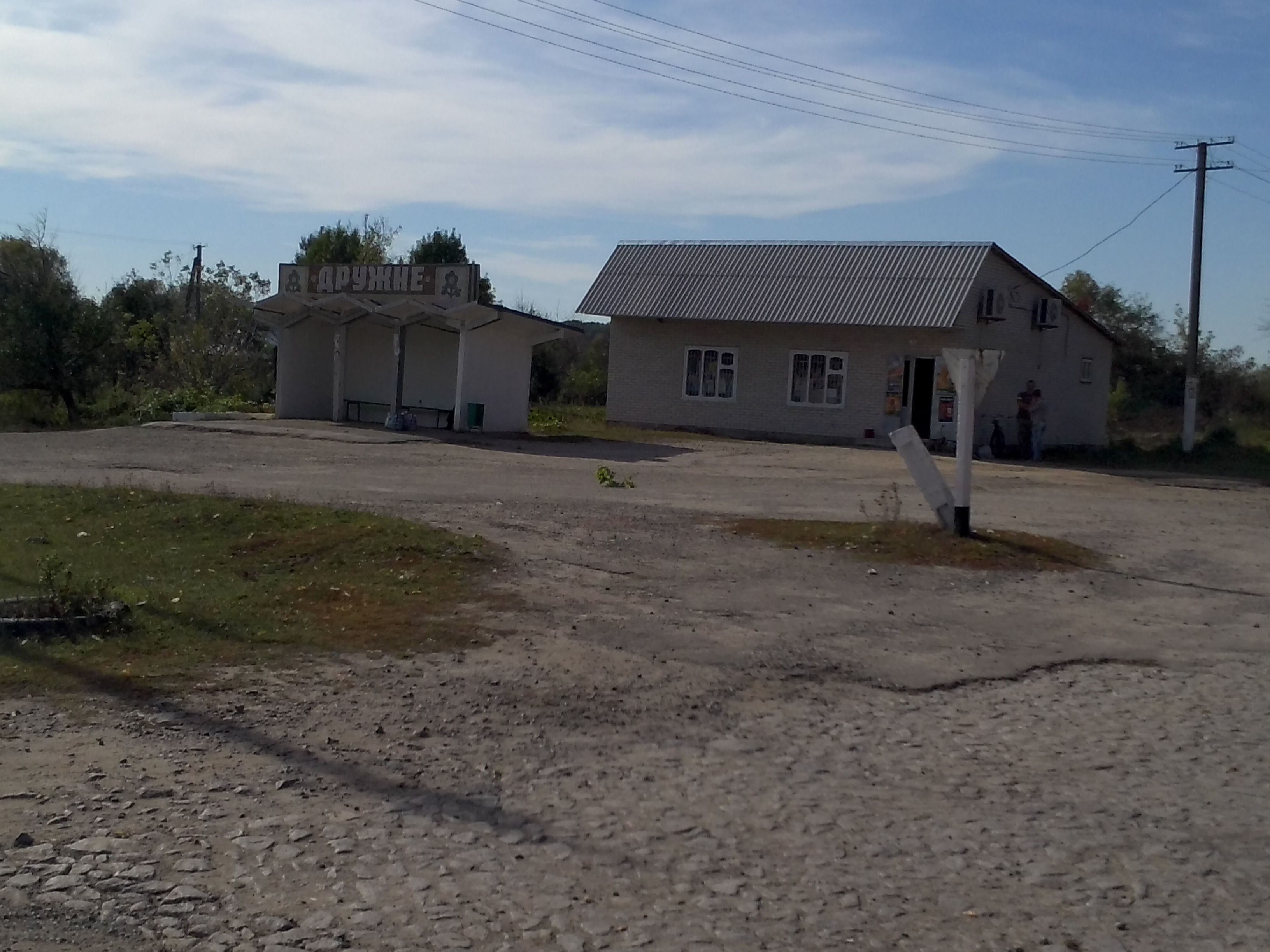
Автобусная остановка и магазин в центре села
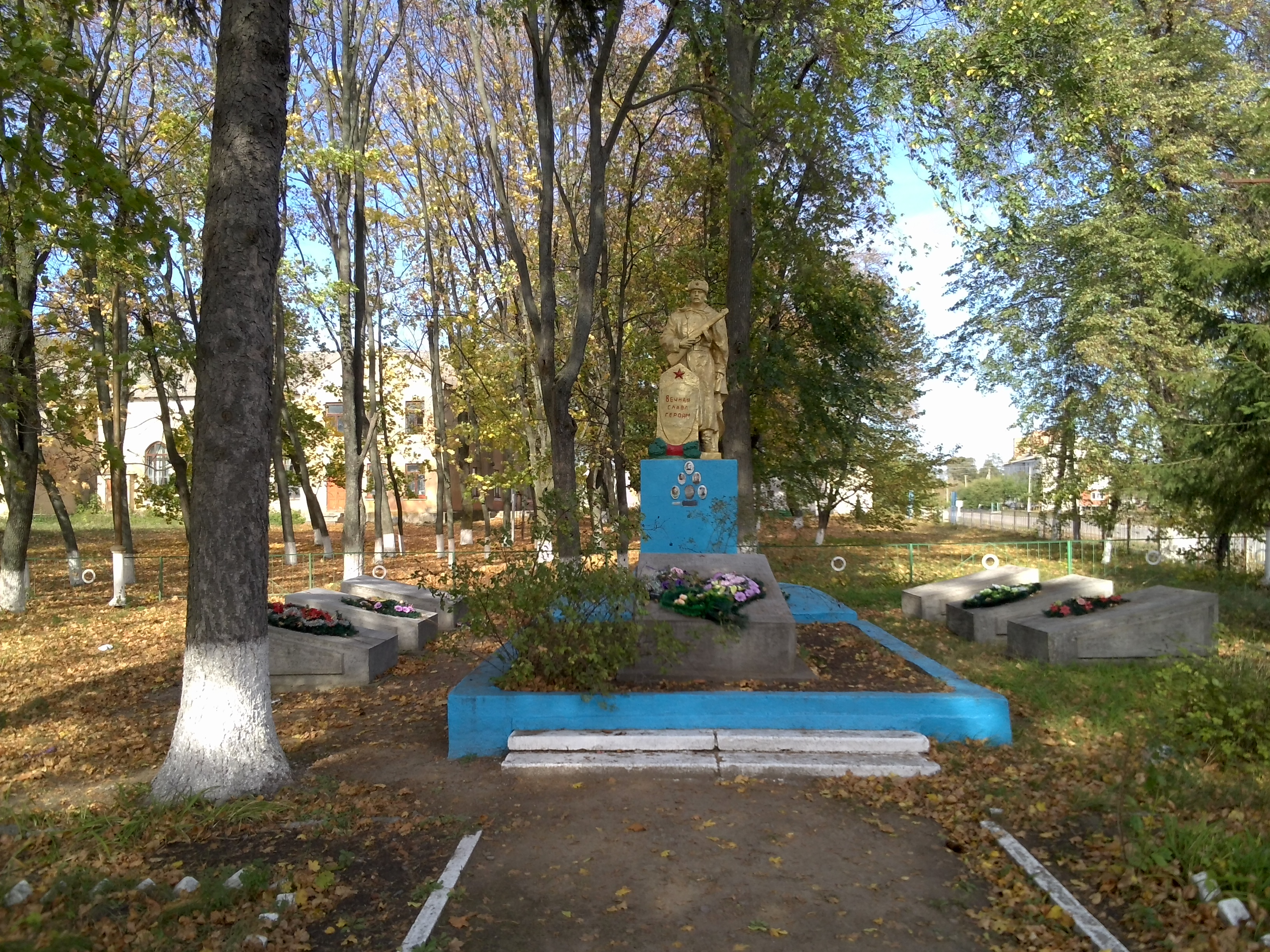
Братская могила